# Dipseudopsis furcata
Dipseudopsis furcata är en nattsländeart som beskrevs av Georg Ulmer 1905. Dipseudopsis furcata ingår i släktet Dipseudopsis och familjen Dipseudopsidae. Inga underarter finns listade i Catalogue of Life.